# Cứt quạ lá nguyên
Cứt quạ lá nguyên (danh pháp khoa học: Gymnopetalum scabrum) là một loài thực vật có hoa trong họ Cucurbitaceae. Loài này được (Lour.) W.J.de Wilde & Duyfjes mô tả khoa học đầu tiên năm 2008.